# Gishe Rabel
Gishe Rabel (aussi appelé Gishe, Gishé, Geshe ou Geshe Rabel) est un des 105 woredas de la région Amhara, en Éthiopie. Sa principale agglomération est Rabel.